# L'Équilibre (album de Kyo)
Pour les articles homonymes, voir L'Équilibre.
Albums de Kyo
Best of
(2007) Dans la peau
(2017)
Singles
1. Le Graal
Sortie : 24 janvier 2014
2. L'équilibre
Sortie : 3 février 2014
3. Poupées russes
Sortie : 12 février 2015
4. Nuits blanches
Sortie : 4 mai 2015

L'équilibre est le quatrième album studio de Kyo, sorti le 24 mars 2014. Fin janvier, Kyo publie deux nouveaux singles : Le Graal et L'équilibre. Le Graal diffère des autres morceaux par sonorités plus axées funk. L'équilibre, quant à lui, reste dans la tonalité du début du groupe. Pour cet album, Kyo a travaillé avec Mark Plati. Il est certifié disque de platine.
Surfant sur la vague du retour de popularité de Kyo dans les années 2020, une réédition de l'album sort pour célébrer les dix ans de L'Équilibre en 2024, avec notamment sept chansons inédites.

## Liste des pistes
Édition standard
| No  | Titre                | Durée |
| --- | -------------------- | ----- |
| 1.  | Poupées russes       | 3:37  |
| 2.  | Le Graal             | 3:11  |
| 3.  | L'équilibre          | 4:33  |
| 4.  | Enfant du solstice   | 3:49  |
| 5.  | Les vents contraires | 3:03  |
| 6.  | Nuits blanches       | 3:27  |
| 7.  | XY                   | 3:53  |
| 8.  | Madone               | 3:18  |
| 9.  | Récidiviste          | 3:53  |
| 10. | On se tourne autour  | 4:01  |
| 11. | White Trash          | 3:43  |
| 12. | La route             | 4:10  |

Édition 10 ans
| No  | Titre                   | Durée |
| --- | ----------------------- | ----- |
| 1.  | Poupées russes          | 3:37  |
| 2.  | Le Graal                | 3:11  |
| 3.  | L'équilibre             | 4:33  |
| 4.  | Enfant du solstice      | 3:49  |
| 5.  | Les vents contraires    | 3:03  |
| 6.  | Nuits blanches          | 3:27  |
| 7.  | XY                      | 3:53  |
| 8.  | Madone                  | 3:18  |
| 9.  | Récidiviste             | 3:53  |
| 10. | On se tourne autour     | 4:01  |
| 11. | White Trash             | 3:43  |
| 12. | Le cœur des femmes      | 3:50  |
| 13. | Born to Kiss            | 3:21  |
| 14. | King Size               | 3:24  |
| 15. | La route                | 4:10  |
| 16. | 3 lettres               | 1:33  |
| 17. | Le flacon               | 3:57  |
| 18. | L'un sur l'autre        | 4:01  |
| 19. | Lasse                   | 3:14  |
| 20. | Le Graal (Acoustique)   | 2:34  |
| 21. | Le Graal (Demo Version) | 2:06  |
| 22. | La route (Demo Version) | 4:11  |

## Classement hebdomadaire
| Classement (2014)            | Meilleure position |
| ---------------------------- | ------------------ |
| Belgique (Flandre Ultratop)  | 99                 |
| Belgique (Wallonie Ultratop) | 3                  |
| France (SNEP)                | 2                  |
| Suisse (Schweizer Hitparade) | 20                 |